# Танака Тацуя
Танака Тацуя (яп. 田中 達也, нар. 27 листопада 1982, Ямаґуті) — японський футболіст.

## Виступи за збірну
2005 року дебютував в офіційних матчах у складі національної збірної Японії. Відтоді провів у формі головної команди країни 16 матчі.

## Статистика виступів
| Збірна Японії | Збірна Японії | Збірна Японії |
| Роки          | Ігри          | голи          |
| ------------- | ------------- | ------------- |
| 2005          | 2             | 1             |
| 2006          | 4             | 0             |
| 2007          | 2             | 0             |
| 2008          | 4             | 1             |
| 2009          | 4             | 1             |
| Усього        | 16            | 3             |

## Титули і досягнення
- Клубні:
  - Чемпіон Японії: 2006
  - Володар Кубка Імператора: 2005, 2006
  - Володар Кубка Джей-ліги: 2003

- Збірні:
  - Срібний призер Азійських ігор: 2002